# Марксистская историография
Марксистская историография-подход к изучению истории через учение К. Маркса(марксизм), которое подразумевает историю как борьбу классов. Получила развитие в советской историографии(через модель марксизма-ленинизма), где историки вынуждены были в силу цензуры затрагивать тему классовой борьбы в контексте исторических исследований. Она рассматривала историю как последовательную смену общественно-экономических формаций(родоплеменная, рабовладельческая, феодальная, капиталистическая, последняя-коммунистическая), движущую силу которой составляли классовая борьба и революционный процесс. 